# Cattedrali in Slovacchia
Questa è una lista delle Cattedrali e concattedrali della Slovacchia. 

## Cattedrali cattoliche
| Cattedrale                                                                          | Arcidiocesi o Diocesi              | Località         | Dedicazione           | Note                                                                   | Immagine |
| ----------------------------------------------------------------------------------- | ---------------------------------- | ---------------- | --------------------- | ---------------------------------------------------------------------- | -------- |
| Cattedrale di San Francesco Saverio Katedrála svätého Františka Xaverského          | Banská Bystrica                    | Banská Bystrica  | San Francesco Saverio | cattedrale                                                             |          |
| Cattedrale di San Martino Katedrála svätého Martina                                 | Bratislava                         | Bratislava       | San Martino           | cattedrale dal marzo 2008                                              |          |
| Cattedrale di Santa Elisabetta Dóm svätej Alžbety                                   | Košice                             | Košice           | Sant'Elisabetta       | chiesa più grande del paese e cattedrale gotica più orientale d'Europa |          |
| Cattedrale di Sant'Emmerano Bazilika svätého Emeráma                                | Nitra                              | Nitra            | Sant'Emmerano         | cattedrale, basilica minore                                            |          |
| Cattedrale dell'Assunzione di Maria Katedrála Nanebovzatia Panny Márie              | Rožňava                            | Rožňava          | Assunzione di Maria   | cattedrale                                                             |          |
| Cattedrale di San Martino Katedrála svätého Martina                                 | Spiš                               | Spišská Kapitula | San Martino           | cattedrale, Patrimonio dell'Umanità                                    |          |
| Cattedrale di San Giovanni Battista Katedrála svätého Jána Krstiteľa                | Trnava                             | Trnava           | San Giovanni Battista | cattedrale                                                             |          |
| Cattedrale della Santissima Trinità Katedrála Najsvätejšej Trojice                  | Žilina                             | Žilina           | Trinità               | cattedrale dal 2008                                                    |          |
| Cattedrale di San Sebastiano Katedrála svätého Šebastiána v Bratislave - Krasňanoch | Ordinariato militare in Slovacchia | Bratislava       | San Sebastiano        | cattedrale dal 2009                                                    |          |

## Concattedrali cattoliche
| Cattedrale                                                                                 | Arcidiocesi o Diocesi | Località | Dedicazione   | Immagine |
| ------------------------------------------------------------------------------------------ | --------------------- | -------- | ------------- | -------- |
| Concattedrale della Vergine Maria dei Sette Dolori Konkatedrála Sedembolestnej Panny Márie | Spiš                  | Poprad   | Maria Vergine |          |
| Concattedrale di San Nicola Konkatedrála svätého Mikuláša                                  | Košice                | Prešov   | San Nicola    |          |

## Cattedrali greco-cattoliche
| Cattedrale                                                                                     | Arcidiocesi o Diocesi  | Località   | Dedicazione             | Immagine |
| ---------------------------------------------------------------------------------------------- | ---------------------- | ---------- | ----------------------- | -------- |
| Cattedrale dell'Esaltazione della Santa Croce Chrám Povýšenia vznešeného a životodarného kríža | Eparchia di Bratislava | Bratislava | Esaltazione della Croce |          |
| Cattedrale della Natività di Maria Vergine Chrám Narodenia Presvätej Bohorodičky               | Eparchia di Košice     | Košice     | Maria Vergine           |          |
| Cattedrale di San Giovanni Battista Chrám svätého Jána Krstiteľa                               | Arcieparchia di Prešov | Prešov     | San Giovanni Battista   |          |

## Cattedrali ortodosse
| Cattedrale                                                               | Arcidiocesi o Diocesi         | Località   | Dedicazione                                       | Immagine |
| ------------------------------------------------------------------------ | ----------------------------- | ---------- | ------------------------------------------------- | -------- |
| Cattedrale della Dormizione di Maria e di San Giovanni il Misericordioso | Eparchia di Michalovce-Košice | Košice     | Dormizione di Maria e San Giovanni l'Elemosiniere |          |
| Cattedrale dei Santi Apostolo Cirillo e Metodio                          | Eparchia di Michalovce-Košice | Michalovce | Cirillo e Metodio                                 |          |
| Cattedrale di Aleksandr Nevskij                                          | Eparchia di Prešov            | Prešov     | Alexander Nevsky                                  |          |